# Praekaraisella
Praekaraisella es un género de foraminífero bentónico la familia Charentiidae, de la superfamilia Biokovinoidea, del suborden Biokovinina y del orden Loftusiida. Su especie tipo es Praekaraisella vandobensis. Su rango cronoestratigráfico abarca desde el Calloviense (Jurásico medio) hasta el Oxfordiense (Jurásico superior).

## Discusión
Clasificaciones previas incluían Praekaraisella en el suborden Textulariina y en el orden Textulariida.

## Clasificación
Praekaraisella incluye a las siguientes especies:
- Praekaraisella kurgantchensis †
- Praekaraisella ustjurtica †
- Praekaraisella vandobensis †